# Mars 1904

## Événements
- Mars - avril : insurrection de Sassoun menée par Andranik. Les Arméniens tiennent en échec pendant deux mois treize bataillons turcs appuyés par des milliers de kurdes.

- 13 mars : fondation de l'Association catholique de la jeunesse canadienne-française.

- 15 mars : Ernest Archdeacon et Deutsch de la Meurthe offrent 25 000 francs chacun au Grand Prix d'Aviation Deutsche-Archdeacon qui récompensera le premier pilote à boucler un vol de plus d'un kilomètre au cours d'un vol contrôlé.

- 23 mars : création de la Congo Reform Association de Edmund Dene Morel (1904-1913), qui dénonce les atrocités congolaises : incendies de village, massacres à coup de fusil, par pendaison ou par crucifixion, mutilation des adultes présumés hostiles à la récolte du caoutchouc.

- 28 mars, France : suppression de l’enseignement congrégatiste.

- 31 mars :
  - À(Automobile) : à Nice, Arthur Duray établit un nouveau record de vitesse terrestre : 142,85 km/h.
  - À(Automobile) : à Nice, Louis Rigolly établit un nouveau record de vitesse terrestre : 152,53 km/h.

## Naissances
- 1er mars : Glenn Miller, musicien et chef d'orchestre américain († 15 décembre 1944).
- 2 mars : Jan Mertens, coureur cycliste belge († 21 juin 1964).
- 4 mars : Jean Giraudy, inventeur de la publicité routière († 14 février 2001).
- 6 mars : Farquhar Oliver, chef du Parti libéral de l'Ontario.
- 7 mars: Reinhard Heydrich, criminel de guerre nazi (décédé le 4 juin 1942)
- 8 mars : Jacques Le Cordier, évêque catholique français, premier évêque de Saint-Denis († 17 février 2003).
- 13 mars : René Dumont ingénieur agronome, sociologue français et fondateur de l'écologie politique († 18 juin 2001).
- 26 mars :
  - Germaine Delbat, comédienne († 24 avril 1988).
  - Gustave Biéler, héros de guerre.
- 30 mars : Edgar P. Jacobs, auteur belge de bandes dessinées († 20 février 1987).

## Décès
- 12 mars : Charles de La Monneraye, 92 ans, militaire et homme politique français. Sénateur du Morbihan de 1876 à 1894 (° 3 février 1812).